# Montubio
En  Équateur, le mot Montubio (ou peuple montubien) désigne les métis ruraux de la zone côtière de l'Équateur. Les Montubio représentent 7,4 % de la population du pays.
Ils ont été reconnus par le gouvernement au printemps 2001 comme une ethnie distincte, issue du métissage côtier, après des manifestations qui ont inclus de longues grèves de la faim. Ce fut un signe de reconnaissance par les autorités du rôle important joué par les communautés Montubio (désormais reconnues comme un peuple) dans le contexte socioculturel de l'Équateur. Selon K Roitman en 2013 : du point de vue sociopolitique dans le pays, l'identité montubienne officiellement reconnue au début du xxie siècle a pu à la fois briser et maintenir certains schémas de reconnaissance de populations locales et rurales. Il a complexifié les définitions ethniques sur la côte équatorienne, mais pour les élites de Guayaquil, la reconnaissance des Montubios « permet d'affirmer une identité locale de Guayaquil qui se fonde également sur l'immigration étrangère. Lorsque les Montubios sont placés en zone rurale, ils n'intimident pas les élites socio-économiques, contrairement au mouvement indigène ressenti comme une menace ». Selon Gavilanes en 2013, cette reconnaissance appelle aussi « au règlement d'une dette sociale » qui a dans le passé empêché la reconnaissance et l'appréciation du mode de vie Montubio, malgré sa contribution économique, sociale et humaine au développement du milieu rural.

## Gouvernance
Il existe un Conseil pour le développement du peuple montubien de la côte équatorienne et des zones subtropicales de la région du Littoral (CODEPMOC), qui a obtenu un statut officiel et un financement gouvernemental.

## Culture, spécificités

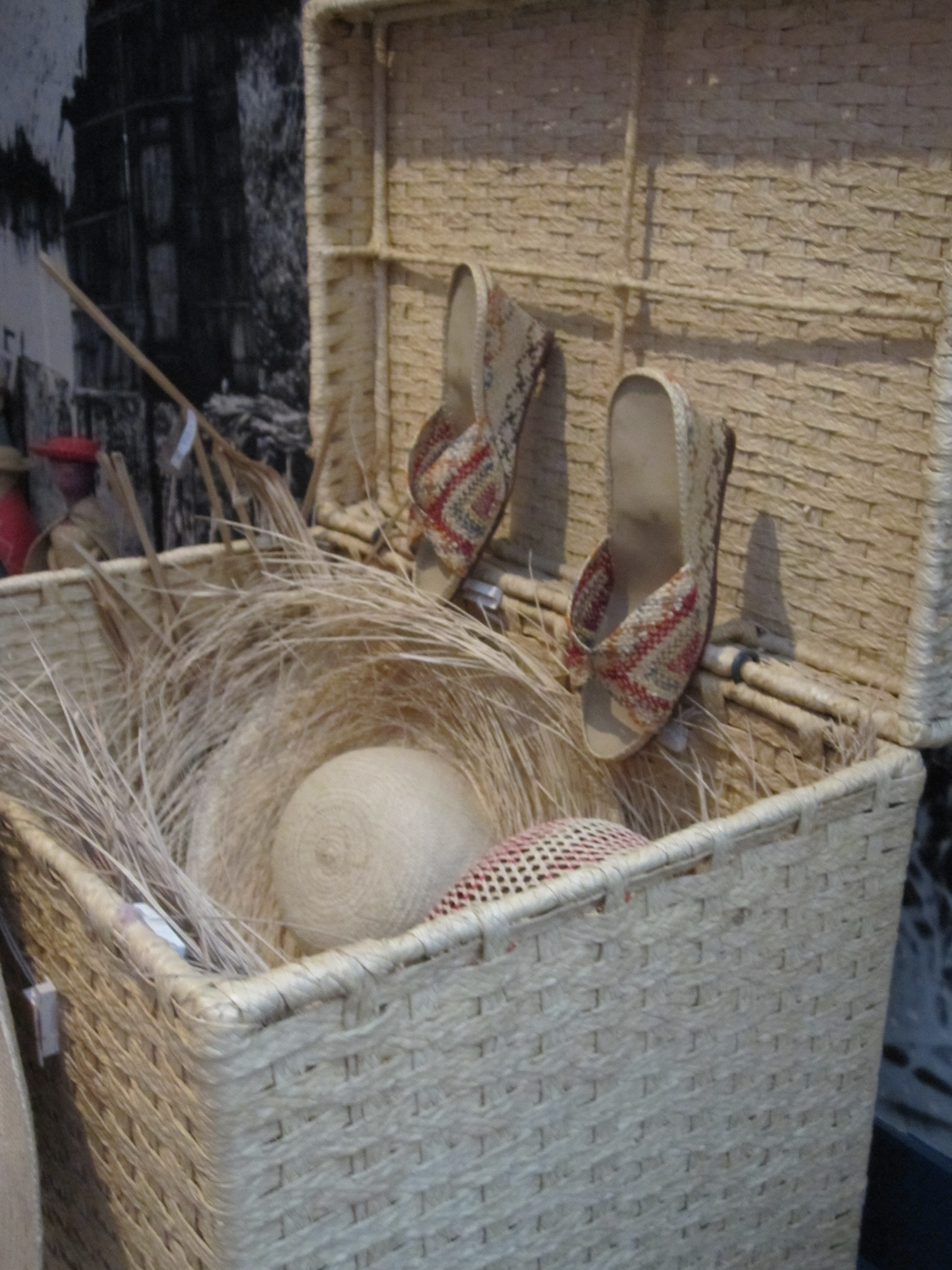
Objets de la culture Montubio (Museo del Banco Central).

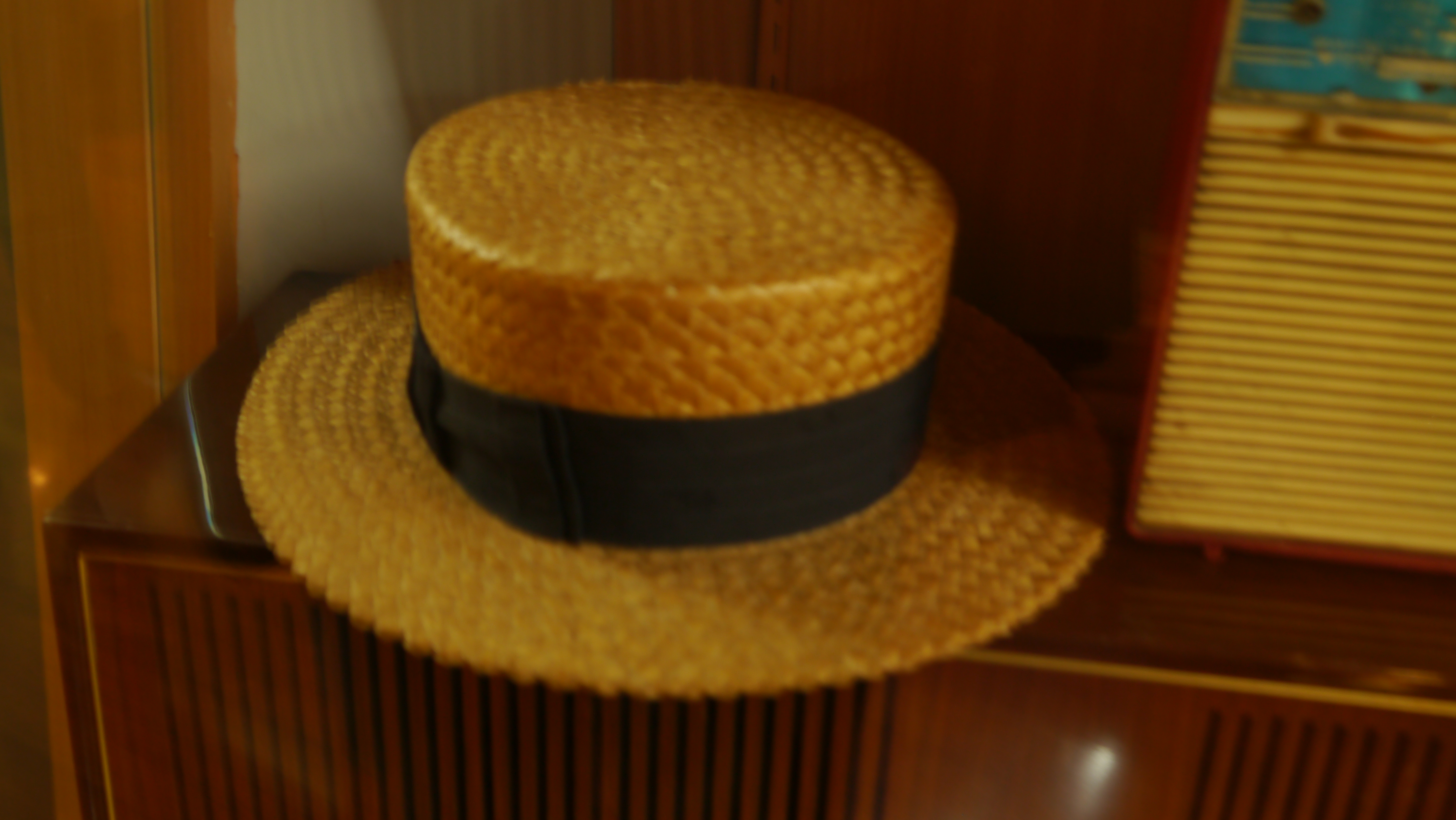
Le « tostada », chapeau traditionnel Montubio.

Les Montubio sont connus pour leurs activités d'élevage, leurs rodéos, leurs machettes et leurs tenues distinctives (incluant le chapeau « Panama », fabriqués à l'origine à Montecristi).
Leur patrimoine oral, culinaire et gastronomique inclut de nombreux plats, ingrédients et techniques culinaire d'origine amérindienne locale, transmis par voie orale depuis des générations, avec des « énigmes, dictons, histoires, où des éléments linguistiques et créatifs sont utilisés, ayant une concordance, une relation avec des idiomes, des expressions familières faisant référence au lieu, mettant également en évidence les différents produits utilisés comme ingrédients, ainsi que le recettes culinaires ».
Les valeurs traditionnelles très centrées sur la famille, font que l'homosexualité peut y être une source de violence (faite aux femmes notamment), favorisant une fuite (émigration) vers les grandes villes.
La littérature équatorienne décrit souvent le Montubio comme « un personnage côtier local », par exemple par le romancier Alfredo Pareja Diezcanseco ou le « Groupe Guayaquil » : Demetrio Aguilera Malta, Enrique Gil Gilberto et Joaquin Gallegos Lara. 
Ils sont aussi cités par exemple par : 
- Jenny Estrada dans El Montubio – un forjador de identidad (1996),
- Teodoro Crespo El Montuvio: Centro de la Colonización (1959, 2nd Edition)
- Jose de la Cuadra dans El Montuvio Ecuatoriano (1937)[6].